# El Saladero
El Saladero är en ort i Mexiko.   Den ligger i kommunen Cosamaloapan de Carpio och delstaten Veracruz, i den sydöstra delen av landet, 400 km öster om huvudstaden Mexico City. El Saladero ligger 17 meter över havet och antalet invånare är 301.
Terrängen runt El Saladero är mycket platt. Runt El Saladero är det ganska tätbefolkat, med 86 invånare per kvadratkilometer. Närmaste större samhälle är Loma Bonita, 16,4 km sydost om El Saladero. Trakten runt El Saladero består till största delen av jordbruksmark.